# Atzala (ort)
Atzala är en ort i Mexiko.   Den ligger i kommunen Atzala och delstaten Puebla, i den sydöstra delen av landet, 120 km sydost om huvudstaden Mexico City. Atzala ligger 1 161 meter över havet och antalet invånare är 1 123.
Terrängen runt Atzala är kuperad västerut, men österut är den platt. Runt Atzala är det ganska glesbefolkat, med 28 invånare per kvadratkilometer. Närmaste större samhälle är Izúcar de Matamoros, 11,4 km nordost om Atzala. I omgivningarna runt Atzala växer huvudsakligen savannskog.